# Utsukushigahara
Utsukushigahara (美ヶ原) est une montagne d'origine volcanique située dans le parc quasi national de Yatsugatake-Chūshin Kōgen entre Matsumoto et Ueda, dans le district de Chiisagata de la préfecture de Nagano au Japon. C'est l'une des 100 montagnes célèbres du Japon. Son sommet culmine à 2 034 mètres d'altitude.